# Thierry Boscheron
Thierry Boscheron né le 25 octobre 1964 à Bordeaux, dans le quartier de Caudéran, est un, acteur, réalisateur, scénariste et producteur français.

## Biographie
Thierry Boscheron est diplômé de la Fémis en 1990,.

## Carrière
Il commence sa carrière au cinéma en réalisant des courts métrages et en créant des magazines pour la télévision, parmi lesquels le magazine scientifique E=M6 et l’émission Grain de philo de philosophie présentée par Sylviane Agacinski. En collaboration avec Élise Lucet, il réalise la collection de programmes d’enquête et d’investigation Nimbus pour France 3,.
Son premier long-métrage Sur un air d’autoroute est apparu en 2000,. Le film a reçu beaucoup des prix, dont le Prix spécial comédie au Festival international du film de comédie de l'Alpe d'Huez,, le Prix du meilleur premier film au festival international d’Ourentze et Sacha Bourdo, qui a joué le rôle principal, a obtenu l’étoile d’or de la presse pour le meilleur premier rôle masculin,.

## Filmographie

### Réalisateur
- 2000 : Sur un air d'autoroute
- 2005 : C'est gratuit ! Scénario : Jean-Bernard Pouy. Distribution : Sami Addala, Pierre Bénézit, Anaïse Wittmann[9]
- 2005 : Plus belle la vie (saisons 1 et 2)
- 2008 : Les vieux sont nerveux